# Presberg

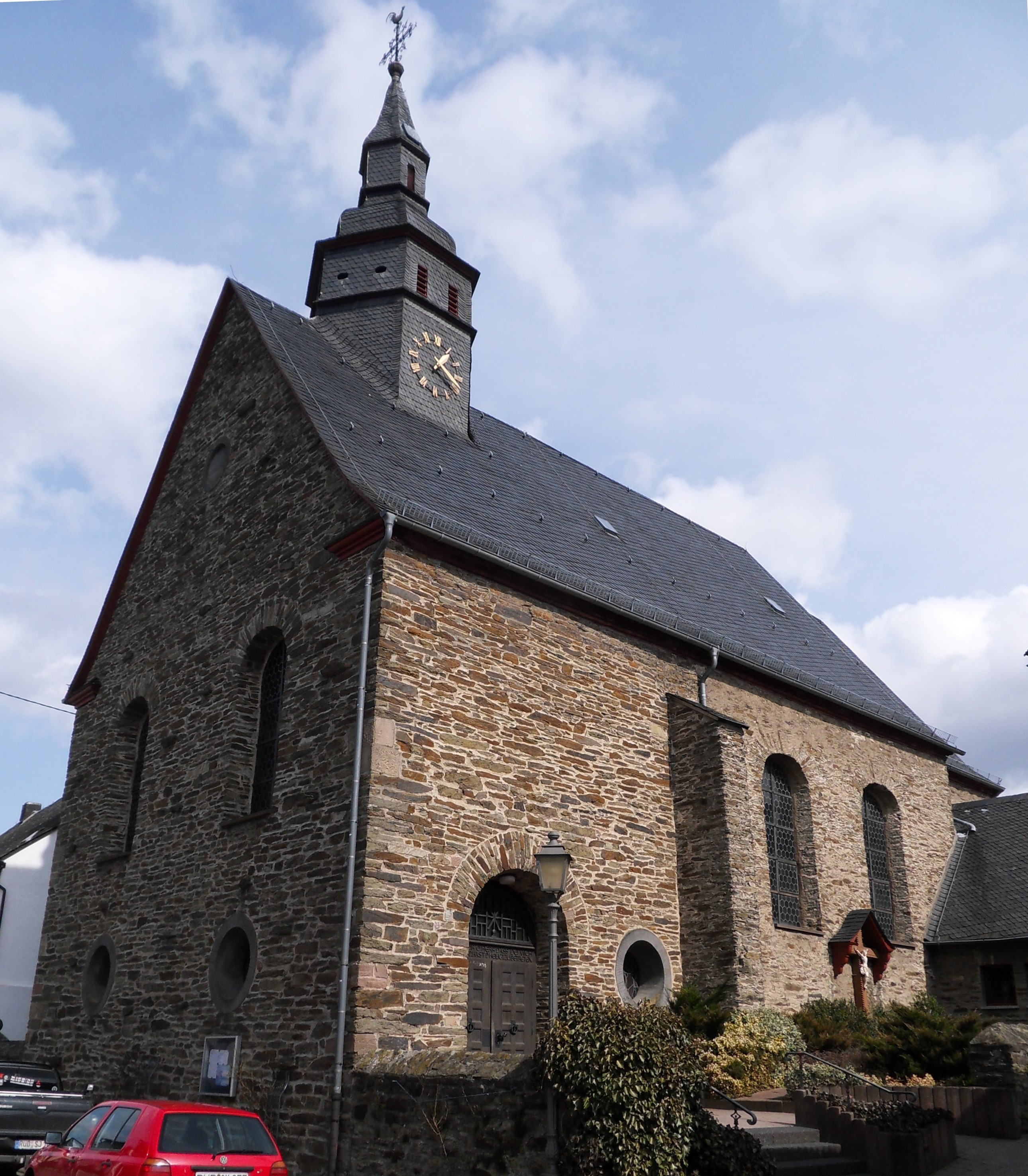
Ehemalige Pfarrkirche St. Laurentius in Presberg

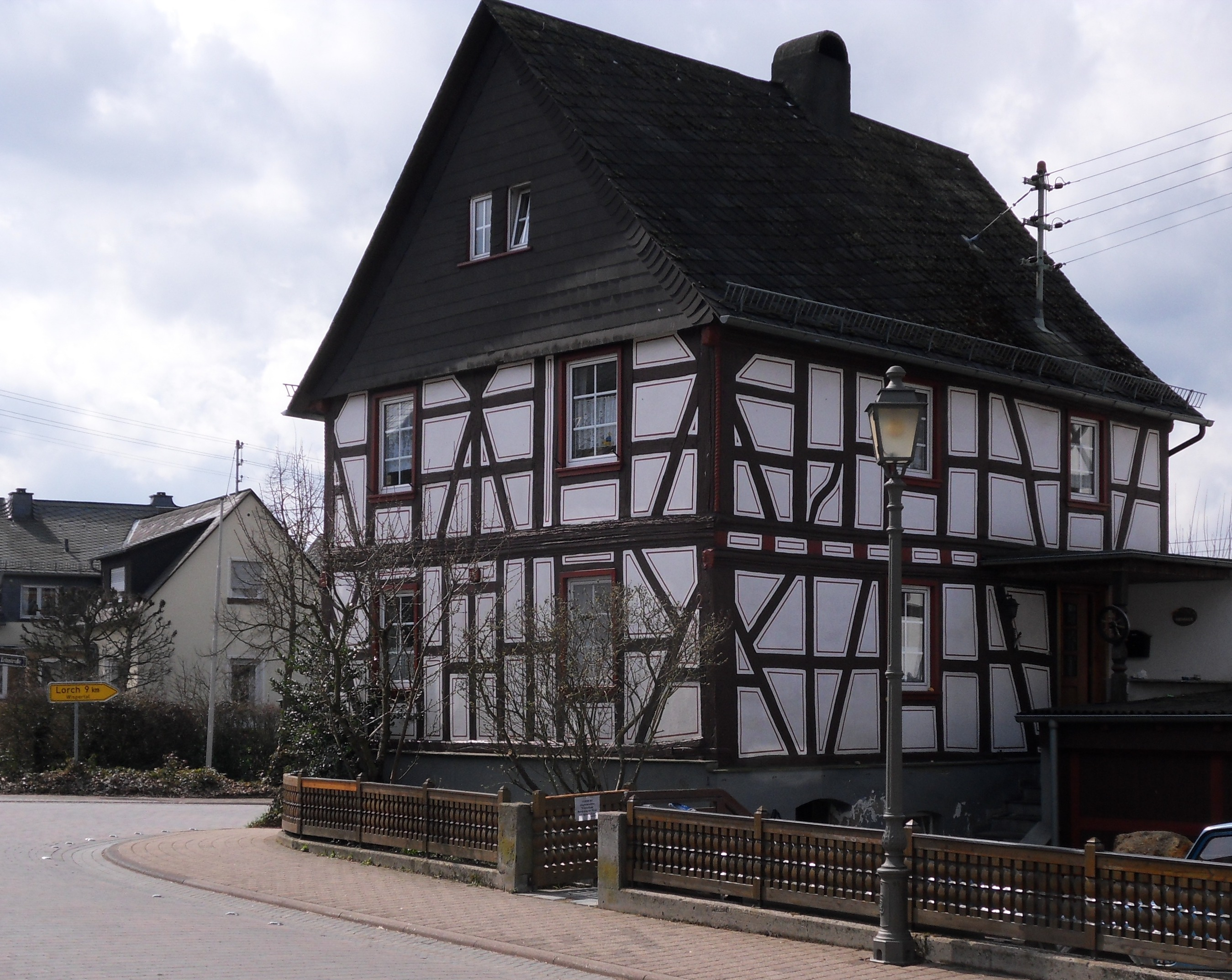
Fachwerkhaus in der Ortsmitte

 Presberg  ist der nördlichste und mit 410 Metern am höchsten gelegene Stadtteil der Stadt Rüdesheim am Rhein im südhessischen Rheingau-Taunus-Kreis.

## Geografische Lage
Presberg liegt im westlichen Hintertaunus, südlich der Wisper, hoch über deren Seitentälern auf einem Bergrücken in einer Höhe von etwa 360 bis 420 m ü. NN im Naturpark Rhein-Taunus. Während der Bergrücken rings um Presberg Rodungsgebiet ist, ist die weitere Umgebung als Teil des Wispertaunus ein reines Waldgebiet. Dieses Waldgebiet erstreckt sich vom Rhein über den Hinterlandswald bis weit in den Hohen Taunus.

## Geschichte
Am 1. Januar 1977 wurde die bis dahin selbständige Gemeinde Presberg in die Stadt Rüdesheim am Rhein eingegliedert. Die Grundschule wurde 2011 geschlossen.

## Wappen
Am 23. Mai 1966 wurde der Gemeinde Presberg im Rheingaukreis, Regierungsbezirk Wiesbaden, ein Wappen mit folgender Blasonierung verliehen: Schild gespalten, vorne in Gold ein schwarzer Rost, hinten in Schwarz ein goldener Palmwedel. Märtyrerpalme und Rost gehören zur Laurentius-Heraldik.

## Verkehr
Die einzige Zufahrtsstraße, die Landesstraße L 3272, führt in westlicher Richtung an den Rhein in die Stadt Lorch und in östlicher Richtung nach Stephanshausen, dem nördlichsten Stadtteil der Stadt Geisenheim. Vor Stephanshausen zweigt die Landesstraße L 3454 nach Rüdesheim ab. Im Umkreis von 5 km liegt lediglich die Ortschaft Stephanshausen. In einer Entfernung von 10 km sind dann Geisenheim, Rüdesheim und Lorch zu erreichen.

## Persönlichkeiten
- Anton Haust (* 1930; † 1986), Bildhauer und Künstler. Haust schuf religiöse Skulpturen und Reliefs überwiegend aus Sandstein. Zu seinen Werken zählen u. a. der Doppelbildstock mit St. Urban und St. Nikolaus in der Mittelheimer Weinlage St. Nikolaus (Anfang der 1960er Jahre), der Gedenkstein für Anne Frank auf dem Jüdischen Friedhof in Oestrich (1970), die Figur des heiligen Bernhard von Clairvaux der Klosterbergkapelle in Kiedrich (1981) sowie die Halbreliefs des Kreuzweges der Kreuzkapelle in Lorch (1983).